# Andrew Lambo
Andrew Francis Lambo (né le 11 août 1988 à Newbury Park, Californie, États-Unis) est un voltigeur des Ligues majeures de baseball sous contrat chez les Athletics d'Oakland.

## Carrière

### Ligues mineures
Andrew Lambo est un choix de quatrième ronde des Dodgers de Los Angeles en 2007. En 2009, il apparaît au 49e rang du palmarès annuel des 100 jeunes joueurs de baseball les plus prometteurs, dressé par Baseball America. 
Le parcours de Lambo dans les ligues mineures est interrompu en mai 2010 alors qu'il est suspendu 50 matchs pour avoir échoué un test de dépistage de drogues. La ligue ne divulgue pas le nom de la substance responsable du résultat positif du test, mais indique qu'il ne s'agit pas d'une drogue utilisée pour améliorer les performances, mais plutôt d'une drogue récréative. Lambo avait déjà été suspendu de son école secondaire pour usage de marijuana, interdite dans les ligues mineures. Trois mois plus tard, les Dodgers l'échangent aux Pirates de Pittsburgh. Il est transféré avec le lanceur droitier James McDonald et les Dodgers font l'acquisition du vétéran releveur droitier Octavio Dotel.
Il ne joue que 35 matchs en ligues mineures en 2012 car il se blesse au poignet. En 2013, il gradue finalement au Triple-A des mineures, puis finalement au plus haut niveau.

### Pirates de Pittsburgh
Andrew Lambo fait ses débuts dans le baseball majeur avec les Pirates de Pittsburgh le 13 août 2013. Il réussit son premier coup sûr au plus haut niveau le 15 août suivant, un double qui produit un point aux dépens du lanceur Lance Lynn des Cardinals de Saint-Louis. Le 28 septembre, il frappe contre le lanceur Logan Ondrusek des Reds de Cincinnati le premier coup de circuit de sa carrière. En 18 matchs pour les Pirates en fin de saison 2013, Lambo affiche une moyenne au bâton de ,233 avec 7 coups sûrs dont un circuit, 4 points marqués et 2 points produits.
Sur 3 saisons, il dispute 59 matchs des Pirates et récolte 18 coups sûrs, dont un circuit, pour une moyenne au bâton de ,191.

### Athletics d'Oakland
Lambo est réclamé au ballottage par les Athletics d'Oakland le 6 novembre 2015.